# Elmar Pankau
Elmar Pankau (* 24. Juni 1967 in Düsseldorf) ist ein deutscher Diplom-Kaufmann und Geschäftsführender Vorstand des Malteser Hilfsdienst e.V. sowie der Malteser Hilfsdienst gGmbH.

## Leben
Im Anschluss an eine Banklehre bei der Deutschen Bank in Düsseldorf studierte Elmar Pankau Betriebswirtschaftslehre an der Universität Bayreuth und an der Ecole Supérieure de Commerce in Nantes (Frankreich). Nach weiteren Tätigkeiten bei der Deutschen Bank wurde er wissenschaftlicher Mitarbeiter am Lehrstuhl für Organisation und Management der Universität Bayreuth und wurde im Jahr 2001 mit einer Arbeit über „Sozial-Ökonomische Allianzen zwischen Profit- und Nonprofit-Organisationen“ promoviert.
Pankau ist Mitglied des Kuratoriums der Bürgerstiftung Gerricus.
Pankau ist verheiratet und hat zwei Söhne.

## Sozial-Ökonomische Allianz
Pankau entwickelte das Konzept der Sozial-Ökonomischen Allianz. Dieses Konzept zeigt aus systemorientierter bzw. aus entscheidungsorientierter Perspektive Ansätze für das Kooperationsmanagement für Profit- und Nonprofit-Organisationen und erklärt die Funktionsweise von Kooperationen zwischen den beiden Organisationstypen. 
Während Profit-Organisationen von ökonomischen Zwecken bestimmt werden und sich zunehmend mit Umweltveränderungen im sozialen Bereich auseinandersetzen müssen, verhält es sich bei Nonprofit-Organisationen genau umgekehrt; sie werden von sozialen Zwecken geprägt, müssen aber verstärkt ökonomischen Umweltveränderungen Rechnung tragen. Dies wird beispielsweise deutlich, wenn Profit-Organisationen in öffentliche Auseinandersetzungen geraten, in denen es gar nicht um ihre ökonomische Potenz, sondern um die Auswirkungen ihrer Tätigkeit auf gesellschaftlich sensible Bereiche geht; oder wenn sich Nonprofit-Organisationen nicht nur an ihrer sozialen Ausrichtung, sondern auch an ihrer ökonomischen Leistungsfähigkeit messen lassen müssen.
Durch das Eingehen einer wechselseitigen Kooperation in Form einer sogenannten Sozial-Ökonomischen Allianz bietet sich Profit- und Nonprofit-Organisationen ein Ausweg aus dem Dilemma, sowohl sozialen als auch ökonomischen Erfordernissen Genüge leisten zu müssen. Sie eröffnen sich neue Problemlösungspotentiale, indem sie sich dort neue Handlungsoptionen erschließen, wo sich notwendige Veränderungen nicht aus eigener Kraft, sondern nur mit Hilfe von komplementären Partnern zum Erfolg bringen lassen.

## Arbeit bei den Maltesern
Anfang 1999 kam Pankau zu den Maltesern, zunächst als Assistent von Johannes Freiherr Heereman, sodann als Finanzreferent in der Deutschen Malteser gemeinnützige GmbH. Anschließend war er zwei Jahre in der kaufmännischen Leitung der beiden Malteser Krankenhäuser St. Elisabeth in Jülich und St. Brigida in Simmerath tätig, bevor er mit Wirkung vom 1. Januar 2004 zum Geschäftsführenden Vorstand des Malteser Hilfsdienstes e.V. und zum Bundesgeschäftsführer Malteser Hilfsdienst gemeinnützige GmbH berufen wurde.
Als Geschäftsführender Vorstand hat er maßgeblich das Projekt „Miteinander Malteser – Ehrenamt 2020“ geprägt, das die Malteser zu einer der attraktivsten Ehrenamtsorganisationen machen soll. Er sieht die Malteser nicht als staubtrockenen, hierarchischen Verband von gestern, sondern weltoffen, humorvoll, lebendig und aktiv.
Pankau gehört seit 2008 dem Souveränen Malteserorden als Magistralritter, seit 2014 in Oboedienz, an.
Zum 1. August 2017 übernahm Pankau die Führung des Malteser Hilfsdienstes e.V. von Karl Prinz zu Löwenstein-Wertheim-Rosenberg. Elmar Pankau ist Vorsitzender des Geschäftsführenden Vorstands des Malteser Hilfsdienstes e.V. und Vorsitzender der Geschäftsführung der Malteser Hilfsdienst gGmbH sowie in der Geschäftsführung der Malteser Deutschland gGmbH.